# Andarta
No politeísmo céltico, Andarta era uma deusa guerreira cultuada na Gália sulista. Inscrições dedicadas a ela têm sido encontradas em Berna, Suíça[carece de fontes?] tão bem quanto na França sulista. Ela também pode estar relacionada a deusa Andate, identificada com Vitória na Britânia, de acordo com Dião Cássio. Como a deusa similar Artio, foi associada com o urso.[carece de fontes?]